# Augustine Prévost
Augustine Prévost, nato come Augustin Prevost (Ginevra, 22 agosto 1723 – Londra, 4 maggio 1786) è stato un generale britannico di origine svizzera, noto per i suoi ruoli di comando durante la guerra d'indipendenza americana.

## Biografia
Prévost nacque a Ginevra in Svizzera il 22 agosto 1723, figlio di un politico locale. Dopo alcune brevi esperienze militari come ufficiale al servizio del Regno di Sardegna e della Repubblica delle Sette Province Unite, nel 1756 Prévost entrò nell'Esercito britannico con il grado di maggiore; in forza al 60th (Royal American) Regiment of Foot, Prévost servì quindi nel corso della guerra franco-indiana in America del nord, durante la quale ottenne una promozione al grado di tenente colonnello nel 1761. Nel 1765 si sposò con Anne Grand, figlia del banchiere svizzero Georges Grand.
Dopo la guerra Prévost prestò servizio nei Caraibi; ottenuta una promozione a colonnello nel 1774, divenne ispettore generale delle forze britanniche a Kingston in Giamaica. Allo scoppio della guerra d'indipendenza americana nel 1775, Prévost fu inviato nella colonia della Florida orientale, assumendo il comando della guarnigione di St. Augustine; in questa veste affrontò diversi attacchi delle forze americane ribelli provenienti dalla Georgia.
Dopo la presa di Savannah da parte delle forze britanniche nel dicembre 1778, Prévost assunse il comando delle unità dislocate in Georgia con il grado di maggior generale. Nell'aprile 1779 il generale guidò le sue forze in Carolina del Sud nel tentativo di prendere il grande porto di Charleston, ma dovette ritirarsi a Savannah perché la città si rivelò troppo ben difesa dagli americani. A partire dal 16 settembre 1779, Prévost fu assediato dalle forze franco-americane a Savannah: pur in inferiorità numerica di due a uno, Prévost difese con successo la città e respinse gli assalti dei franco-americani, costretti a ritirarsi il 16 ottobre seguente.
A causa della sua avanzata età, Prévost chiese e ottenne di essere sollevato dal comando, lasciando il servizio militare e rientrando in Gran Bretagna nel 1780. Prévost morì quindi nella sua casa di East Barnet, sobborgo nord di Londra, il 4 maggio 1786.